# فن باراغواي الأصلي

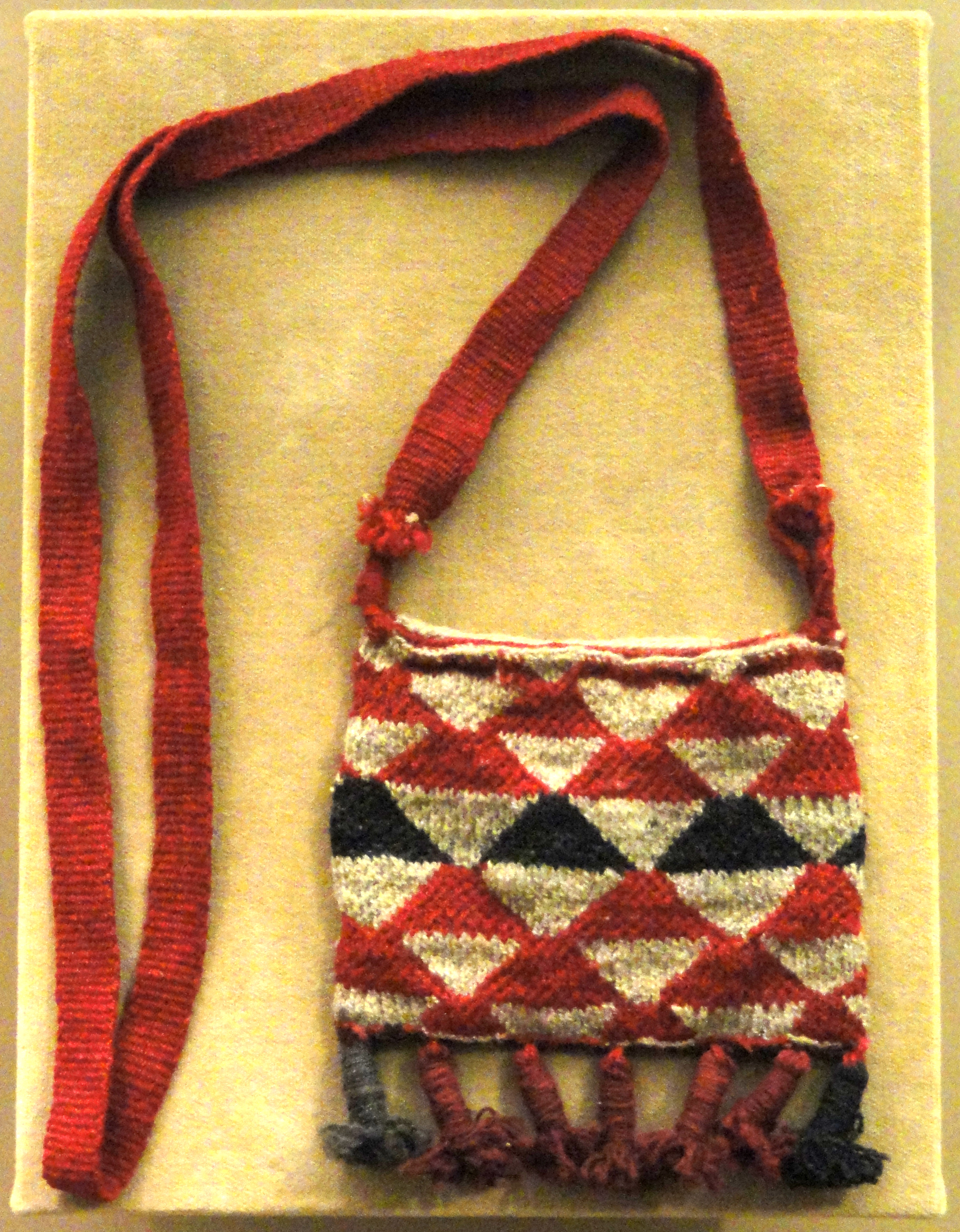

الفن الهندي الباراغواي: هو الفن البصري الذي أنشأته الشعوب الأصلية في باراغواي. وبينما استخدم الفنانون الأصليون الوسائل الغربية المعاصرة، احتوت فنونهم أيضًا أشكالًا للفن من العصر ما قبل الكولومبي. يضم الفن الهندي التابع للسكان الأصليين صناعة السيراميك والسلال والنسيج والخيوط وفن الريشة والأعمال الجلدية، بينما يشمل الفن الهندي ذو الطبيعة الهجينة التطريزات والدانتيل ونحت الخشب والمنتجات المعدنية المختلفة. تشتهر الباراغواي خصوصًا بأعمال الريشة الأصلية وصناعة السلال.

## المنتجات المصنوعة يدويًا
تنوعت منتجات باراغواي المصنوعة يدويًا كثيرًا وتضمنت أصنافًا من السيراميك، بالإضافة إلى التطريزات وأدوات الخياطة والخشب والسلال والأعمال الجلدية والأعمال الفضية. كان يُصنع السيراميك في العصر ما قبل الكولومبي في إقليم باراغواي الريفي باستخدام مادة الطين. وكانت تُلوَّن باللون الأحمر وأحيانًا بالأبيض والأسود. كان يشغَل الصلصال يدويًا، وكانت بعض القبائل تنقش الزخارف على الفخار قبل مرحلة حرقها.
أثر الإسبان -بالأخص اليسوعيون منهم- على المستوى الفني لإنتاج السيراميك الأصلي. وقد تميزت هذه الأعمال بالبساطة الشديدة وإنتاج البضائع الوظيفية. علّم اليسوعيون -ضمن مهماتهم- السكان الهنود.
تشمل المنتجات الخزفية المُنتجة اليوم من قبل بعض المجموعات الهندية: الجرار والفخار المُزهّر وبعض الأشكال الأخرى غير المحددة، والمزهريات الخاصة بالماء أيضًا. يعَد الفخار من بين هذه المنتجات التي تباع اليوم على نطاق واسع بسبب جماله وجودته وهو مصنوع في تاباتي وإيتا.

## الوسائل

### سلال النسيج
نُسجت السلال من ألياف الخيزران. ينسج الهنود في باراغواي سلالًا مفتوحة وسلالًا لها مقابض ومراوح يدوية ومظلات وحصائر خاصةً بيري، بالإضافة إلى قبعة الباراغواي النموذجية للرجال. أما المنتجات الجلدية، مثل الحقائب والقبعات والأكياس وغيرها كان لها مراكز رئيسة في ليمبيو ولوك، وهناك وُجدت أيضًا مراكز لإنتاج السلال الجميلة. تشتمل مواد الخيزران الهندي على البروميلية الأصلية بما في ذلك: التاكواريمبو والبروميليا، وكذلك أوراق شجر البوتية.
يوزع المزارعون إنتاج السلال الهندية في باراغواي. فعلى سبيل المثال، تكون السلال صلبة وذات سعة تخزين كبيرة في بعض المجتمعات التي يكون فيها المحصول الرئيس هو الكسافا. إذ يبلغ قطر السلة 35 سم وسطيًا مع وجود دعامات صلبة لحمل الوزن الثقيل للكسافا.
تُصنع سلة  الآجاك من نسيج  تاكواريمبو وغيمبيبي الغامق، إذ تكون ذات أشكال مضفرة بالإضافة إلى الأشكال الهندسية، وفقًا لمفهوم الغواراني للجمال. تكون السلال المرتبطة بإنتاج الحبوب أصغر وأخف وزنًا وتُبنى من أوراق شجرة البوتية.

### السيراميك
يعَد الخزف من أشكال الفن القديم في باراغواي، وقد حافظوا على السيراميك القديم عبر القرون. تتراوح أنواعها من الأواني النفعية -أواني الطبخ أو الأباريق المائية- إلى الأواني الدينية، مثل الجرار الجنائزية الحافظة لرماد الموتى.

### أعمال الريشة
تُعد شكلاً من أشكال الفن ما قبل الكولومبي، وتوفر هذه الأعمال زينة شخصية مميزة. إذ يُصمم الريش ذو الألوان البراقة على شكل خلخال وأساور وأطواق وأغطية للرأس وحتى عباءات كاملة. اعتاد رجال الطب الغوارانيين ارتداء عباءات كاملة من الريش. ابتكر الغواراني قبعات  رأس من الريش وسموها جيغيواكا تُلبس في المناسبات الاحتفالية.

### فن المنسوجات
يُعد التطريز الهندي والحياكة، وغيرها من فنون المنسوجات مصدرًا هامًا للموارد بالنسبة للاقتصاد الوطني. استخدم الهنود، قبل وصول الإسبان، قطعةً ذات شكل معترض؛ بهدف صناعة الأراجيح الشبكية بواسطة الخيوط القطنية، بالإضافة إلى السلال والحقائب؛ لنقل الطعام والشبك إلى أماكن صيد الأسماك. 
حاك الهنود لاحقًا العباءات المطرية وغيرها من أنواع الملابس. وقدم اليسوعيون تقنيات جديدة في هذا المجال، كما فعلوا مع فن السيراميك، وذلك باستخدام قوالب عمودية بدلًا من المعترضة لصنع الخيوط. بدأ الحرفيّون في القبائل بإنتاج الملاءات والمناشف والأغطية والمفارش الخاصة بالطاولات وغيرها من المواد، بالإضافة إلى الأراجيح الشبكية المميزة التي كانت محبوكةً بالخيوط القطنيّة والزخارف على جانبيها.